# Zaštita životinja u Trećem Reichu
Zaštita životinja imala je široku podršku političkog vodstva u Trećem Reichu.
Mnogi nacistički čelnici, uključujući Adolfa Hitlera, Heinricha Himmlera i Hermanna Göringa, javno su podržavali dobrobit životinja. Zaštita okoliša, zaštita vrsta i dobrobit životinja bile su važne promidžbene teme nacionalsocijalizma.  Prvi njemački zakon o zaštiti životinja, popraćen snažnom promidžbom, bio je jedna od središnjih zakonodavnih mjera u ranim danima režima. Isti su kasnije postali podređeni ekonomskim i vojnim ciljevima. 